# Cinara hyperophila
Cinara hyperophila är en insektsart som först beskrevs av Koch 1855. Enligt Catalogue of Life ingår Cinara hyperophila i släktet Cinara och familjen långrörsbladlöss, men enligt Dyntaxa är tillhörigheten istället släktet Cinara och familjen barkbladlöss. Enligt den finländska rödlistan är arten otillräckligt studerad i Finland. Arten är reproducerande i Sverige. Artens livsmiljö är torra och karga moar. Inga underarter finns listade i Catalogue of Life.